# Светлое (Кировский район)
Све́тлое (до 1948 года Сеи́т-Аса́н; укр. Світле, крымскотат. Seyit Asan, Сейит Асан) — исчезнувшее село в Кировском районе Республики Крым, располагавшееся на севере района, в степной части Крыма. Включено в состав села Васильковое и представляет собой сейчас южную часть этого села.

## История
Идентифицировать Сеит-Асан среди деревень Кефинскаго каймаканства в Камеральном Описании Крыма 1784 года пока не удалось — либо название очень сильно искажено, либо деревня опустела во время эмиграции крымских татар в Турцию в период присоединения Крыма к России и в списки не попала. Лишь картах 1836 и 1842 года обозначены развалины деревни Сейт Асан.
Как деревня Владиславской волости Феодосийского уезда Сеит-Асан, в которой числилось 27 дворов и 157 жителей, вновь упоминается в «Памятной книге Таврической губернии 1889 года», включившей результаты Х ревизии 1887 года. По «…Памятной книжке Таврической губернии на 1892 год» в Сеит-Асане, входившем во Владиславское сельское общество, жителей и домохозяйств не числилось, а в не входившем в сельское общество — 5 безземельных жителей, домохозяйств не имеющих. На верстовой карте Крыма 1896 года в селении обозначено 32 двора с греческим населением. По «…Памятной книжке Таврической губернии на 1902 год» в деревне Сеит-Асан, находившейся в частном владении, числилось 96 жителей, домохозяйств не имеющих. По Статистическому справочнику Таврической губернии. Ч.II-я. Статистический очерк, выпуск пятый Феодосийский уезд, 1915 год, в деревне Сеит-Асан Владиславской волости Феодосийского уезда числилось 40 дворов (32 двора с землёй, 18 — безземельные) с татарским населением в количестве 218 человек приписных жителей и 27 — «посторонних», из которых 135 мужчин и 110 женщин. Жители владели 1650 десятинами удобной земли. В хозяйствах имелось 235 лошадей, 115 волов и 90 коров.
После установления в Крыму Советской власти, по постановлению Крымревкома от 8 января 1921 года была упразднена волостная система и село вошло в состав вновь созданного Владиславовского района Феодосийского уезда, а в 1922 году уезды получили название округов. 11 октября 1923 года, согласно постановлению ВЦИК, в административное деление Крымской АССР были внесены изменения, в результате которых округа ликвидировались и Владиславовский район стал самостоятельной административной единицей. Декретом ВЦИК от 4 сентября 1924 года «Об упразднении некоторых районов Автономной Крымской С. С. Р.» Владиславовский район в октябре 1924 года был преобразован в Феодосийский и село включили в его состав. Согласно Списку населённых пунктов Крымской АССР по Всесоюзной переписи 17 декабря 1926 года, в селе Сеит-Асан, Аппак-Джанкойского сельсовета Феодосийского района, числился 61 двор, все крестьянские, население составляло 244 человека, из них 191 грек, 48 русских, 3 татарина, 2 украинца, действовала русская школа I ступени (пятилетка). Постановлением ВЦИК «О реорганизации сети районов Крымской АССР» от 30 октября 1930 года из Феодосийского района был выделен (воссоздан) Старо-Крымский район (по другим сведениям 15 сентября 1931 года) и село включили в его состав, а, с образованием в 1935 году Кировского — в состав нового района.
В 1944 году, после освобождения Крыма от фашистов, согласно Постановлению ГКО № 5984сс от 2 июня 1944 года, 27 июня крымские греки были депортированы в Среднюю Азию. 12 августа 1944 года было принято постановление № ГОКО-6372с «О переселении колхозников в районы Крыма» и в сентябре того же года в село приехали первые переселенцы, 428 семей, из Тамбовской области, а в начале 1950-х годов последовала вторая волна переселенцев. С 1954 года местами наиболее массового набора населения стали различные области Украины. С 25 июня 1946 года Сеит-Асан в составе Крымской области РСФСР. Указом Президиума Верховного Совета РСФСР от 18 мая 1948 года Сеит-Асан переименовали в Светлое.26 апреля 1954 года Крымская область была передана из состава РСФСР в состав УССР. К 1960 году, поскольку в «Справочнике административно-территориального деления Крымской области на 15 июня 1960 года» селение уже не значилось, село Светлое присоединили к селу Васильковое (согласно справочнику «Крымская область. Административно-территориальное деление на 1 января 1968 года» — в период с 1954 по 1968 годы).

### Динамика численности населения
| - 1889 год — 157 чел. - 1892 год — 5 чел. - 1902 год — 96 чел. | - 1915 год — 218/27 чел. - 1926 год — 244 чел. |